# Hit Mania Dance 2004
Hit Mania Dance 2004 è una raccolta di successi eurodance, house, techno, dance e pop mixati da Mauro Miclini pubblicata nel dicembre 2003.
Fa parte della collana Hit Mania.

## Tracce
1. OutKast – Hey Ya!
2. Aventura – Obsession (rmx)
3. Benassi Bros. – Illusion (feat. Sandy)
4. Electroluv – Stand Up (If You're Ready)
5. The Rumbar – Puertorico
6. Who Da Funk – Radio (feat. Cindy Torres)
7. Scent – Up & Down
8. Molella – Desert of Love
9. Hard In Tango – This Is My DJ
10. Free Drink – On the Table
11. Hellen – La Musica Che Batte
12. Kronos – Party's Deorum
13. Karisma – La Tribù Della Notte (feat. Yuri N-Joy) (Gabry Ponte remix)
14. Martillo Vago – Por Qué No
15. Brothers – The Moon
16. Hotel Saint George – Looking 4 a Good Time
17. M@D – The Concert
18. Fifty Fifty – Jam (rmx)
19. I Just Want to Be a Drummer (Heavy Rock)
20. Vanessa St. James – Sunday Morning (feat. Lou Reed)
21. Under4 – Lies
22. Gaf – America
23. Magic Box – This Is Better
24. Walkerman – Listen to Mama
25. The Rasmus – In the Shadows

Durata totale: 0:00